# Partit Socialdemòcrata de Croàcia
El Partit Socialdemòcrata de Croàcia (croat: Socijaldemokratska Partija Hrvatske) és el principal partit polític de Croàcia. El seu president és Zoran Milanović, i actualment té 56 diputats de 153 al Parlament de Croàcia.

## Història
El partit evoluí de la Lliga de Comunistes de Croàcia (Savez Komunista Hrvatske, SKH). La seva delegació abandonà el 17è congrés dels Partits Comunistes de Iugoslàvia juntament amb els eslovens a causa de la inhabilitat per cooperar amb el Partit Comunista Serbi encapçalat per Slobodan Milošević. El comunisme fou abolit a Iugoslàvia poc després, i per això el partit afegí Partit dels Canvis Democràtics (Stranka demokratskih promjena, SDP) al seu nom. El 1990 participà en les eleccions parlamentàries croates d'abril. El SKH-SDP va perdre les eleccions però continuà amb l'oposició parlamentària.
El 30 d'abril del 1994 es fusionaren amb els Socialdemòcrates de Croàcia (SDH), encapçalats per Antun Vujić, per tal de formar el Partit Socialdemòcrata de Croàcia (abreviat com a "SDP"). Ivica Račan romangué president del partit.
El partit formà una coalició preelectoral amb el Partit Liberal Social Croat (HSLS). Račan, com a líder del partit més fort, esdevingué primer ministre de Croàcia. El govern de coalició incloïa ministres del SDP i el HSLS, a més de la coalició del Partit Agrari Croat, el Partit Liberal de Croàcia, el Partit del Poble Croat, i l'Assemblea Democràtica d'Ístria (IDS). El govern encapçalat pel SDP, a través de diversos canvis, romangué al poder fins a les següents eleccions parlamentàries del novembre del 2003. Formaren una coalició preelectoral amb el Partit Liberaldemòcrata (una cara crítica del HSLS) i el Partit Liberal, però fracassaren en el seu intent d'aconseguir la majoria parlamentària, estenent la coalició del 2000. Aconseguiren 34 dels 151 parlamentaris.
Les eleccions legislatives croates de 2011 van suposar un canvi de poder a Croàcia. Van ser guanyades per la coalició de centre-esquerra Kukuriku, liderada pel SDP. Després de les eleccions, Zoran Milanović (SDP) fou escollit primer ministre amb un govern de SDP, Partit Popular Croat - Demòcrates Liberals (HNS) i IDS amb el suport de HSU i SDSS. Durant el seu govern, Croàcia també va acabar les seves negociacions amb la Unió Europea i va signar el seu Tractat d'adhesió el desembre de 2012.
El SDP va quedar segon a les eleccions legislatives croates de 2015 i el gener de 2016, l'independent Tihomir Orešković el va succeir al capdavant d'un govern de coalició de Unió Democràtica Croata (HDZ) i Pont de Llistes Independents (Most), però una moció de censura va fer caure el govern el 16 de juny.

## Resultats electorals
| Sabor croat | Sabor croat                                                       | Sabor croat     | Sabor croat | Sabor croat | Sabor croat | Sabor croat | Sabor croat | Sabor croat |
| Any         | Coalició                                                          | Candidat        | Vots        | % vots      | posició     | Diputats    | +/-         | Govern      |
| ----------- | ----------------------------------------------------------------- | --------------- | ----------- | ----------- | ----------- | ----------- | ----------- | ----------- |
| 1992        |                                                                   |                 |             | 7,97        |             | 11          |             |             |
| 1995        |                                                                   |                 |             | 7,87        |             | 10          |             |             |
| 2000        |                                                                   |                 |             | 28,48       |             | 43          |             |             |
| 2003        |                                                                   |                 |             | 22,52       |             | 34          |             |             |
| 2007        |                                                                   |                 |             | 36,6        |             | 56          |             |             |
| 2011        |                                                                   |                 |             |             |             |             |             |             |
| 2015        | Croàcia està creixent (SDP - HNS - HSU - Laboristes - A-HSS - ZS) | Zoran Milanović | 744.507     | 32,87       | #2          | 56 / 151    | 18          | Oposició    |
| 2016        | Coalició Popular (SDP - HNS - HSU - HSS)                          | Zoran Milanović | 636.602     | 33,82       | #2          | 54 / 151    | 2           | Oposició    |
| 2020        | SDP, HSS, GLAS, IDS, HSU, SNAGA i PGS                             | Davor Bernardić | 414.645     | 24,87       | #2          | 41 / 151    | 4           | Oposició    |
| 2024        | CENTAR, HSS, GLAS, DO i SIP-NS-R                                  | Peđa Grbin      | 538.748     | 25,40       | #2          | 37 / 151    | 3           | Oposició    |